# Burg Güggelsperg
Die Burg Güggelsperg, auch Guggelsberg oder Gickelsberg genannt, ist eine abgegangene Turmhügelburg auf dem 754,2 m hohen „Güggelsberg“ (bzw. Gückelsberg) im Bereich der Wüstung „Göggelsberg“. Der Berg befindet sich am Hochrand der Wutachschlucht auf der Gemarkung von Wutach-Ewattingen etwa 800 m nördlich der Ortsmitte von Wutach-Münchingen im Landkreis Waldshut in Baden-Württemberg.
Von der Höhenburg, die vom Kloster St. Gallen in Auftrag gegeben worden sein könnte und vermutlich einzig über einen von Palisaden umringten hölzernen Wohnturm verfügte, ist nichts erhalten.